# Солиера
Солиѐра (на италиански: Soliera, на местен диалект Sulêra, Сулера) е град и община в северна Италия, провинция Модена, регион Емилия-Романя. Разположен е на 28 m надморска височина. Населението на общината е 15 167 души (към 2012 г.).